# Onthophagus rubrimaculatus
Onthophagus rubrimaculatus är en skalbaggsart som beskrevs av Macleay 1864. Onthophagus rubrimaculatus ingår i släktet Onthophagus och familjen bladhorningar. Inga underarter finns listade i Catalogue of Life.